# Sofia Carlotta di Hannover
Sofia Carlotta di Brunswick-Lüneburg (Bad Iburg, 30 ottobre 1668 – Hannover, 1º febbraio 1705) fu la prima regina di Prussia. Era figlia di Ernesto Augusto di Brunswick-Lüneburg e di Sofia del Palatinato. Suo fratello Giorgio Ludovico divenne re del Regno Unito.

## Biografia

### I primi anni e la famiglia
Figlia di Ernesto Augusto di Brunswick, principe-vescovo luterano d'Osnabrück, e di sua moglie, la principessa Sofia del Palatinato, Sofia Carlotta di Hannover era la figlioccia di sua cugina tedesca, Carlotta Elisabetta di Baviera, duchessa d'Orléans e cognata del Re Sole Luigi XIV, che era stata allevata in parte dalla madre di Sofia Carlotta.
Sofia Carlotta era la quarta figlia della coppia episcopale e l'unica figlia di una nidiata di sette figli. Aveva tre fratelli maggiori e tre fratelli minori. I suoi parenti la soprannominavano affettuosamente Figuelotte. Nacque al castello di Iburg, la residenza all'epoca dei principi-vescovi di Osnabrück.
In seguito all'Atto di disposizione promulgato dal re Guglielmo III d'Inghilterra, che escludeva i cattolici dalla successione al trono Britannico, il fratello maggiore di Sofia Carlotta divenne il re Giorgio I di Gran Bretagna nel 1714 e fu l'antenato dei sovrani britannici attuali.

### Una madre molto politica
Intelligente e non carente d'ambizione, la duchessa Sofia di Hannover portò sua figlia in Francia per visitare la madrina che dimorava alla corta di Versailles, ufficialmente per vedere i giardini del castello. Ufficiosamente, la duchessa sperava di far sposare sua figlia al delfino Luigi, erede al trono.
Nonostante la buona accoglienza che le due principesse hannoveriane, parenti della cognata del re perenne, ricevettero, l'alleanza non fu giudicata sufficientemente brillante per un futuro re di Francia e non avrebbe apportato nessun vantaggio politico al Regno. Il padre della "ragazza" (non aveva che dieci anni) non era che Elettore dell'Impero.
Il re Luigi XIV di Francia mostrò chiaramente le sue intenzioni facendo sedere le principesse hannoveriane non su poltrone ma su sedie, un messaggio che la corte e i diplomatici del tempo compresero benissimo.
Finalmente, Sofia Carlotta, all'età di 16 anni, sposò l'8 ottobre 1684, l'elettore di Brandeburgo Federico III, 27 anni, vedovo di Elisabetta Enrichetta d'Assia-Kassel, dalla quale aveva avuto una figlia nel 1680.
La copia ebbe due figli:
- Federico Augusto di Brandeburgo (6 ottobre 1685- 31 gennaio 1686);
- Federico Guglielmo I (1688-1740) che successe a suo padre, sposò nel 1706 Sofia Dorotea di Hannover, con discendenza.

Il matrimonio non fu particolarmente felice ma l'Elettore lasciò a sua moglie, che rispettava e di cui aveva fiducia, una grande libertà, che fece parlare ed le attribuì amanti.
Nel 1696 Sofia Carlotta ricevette da sua marito la terra di Lützow, che fu una prova eclatante della fiducia che l'elettore nutriva per sua moglie. Lei ci fece costruire un castello dove riceveva gli scrittori e gli artisti del suo tempo.
Nel 1692, il padre di Sofia Carlotta fu elevato al rango di elettore del Sacro Romano Impero germanico, come ringraziamento dei servizi prestati, dall'imperatore Leopoldo I.

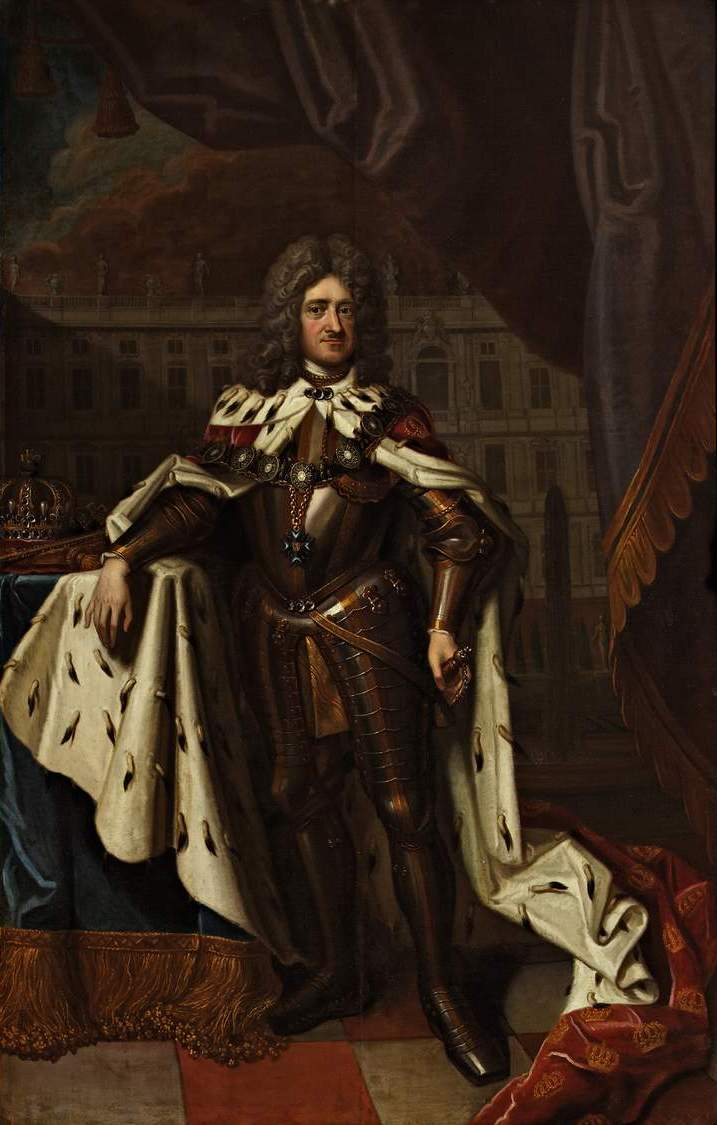
Federico di Brandeburgo verso il 1701.

### La regina filosofica
Cresciuta da una madre intelligente che leggeva Rabelais ed ammirava gli Essais di Montaigne, Sofia Carlotta ricevette la stessa educazione dei suoi fratelli, che era molto originale per l'epoca. Ebbe anche la reputazione di essere una principessa colta.
Poliglotta, parlava correntemente il francese, l'inglese e l'italiano. Musicista, suonava il clavicembalo e si spese in favore dell'opera italiana alla corte di Berlino, non praticata in questo regno del nord tedesco di fede fortemente protestante.
Il musicista Arcangelo Corelli le dedicò le sue 12 Sonate op. 5 per violino e cembalo.
Come la madre, Sofia Carlotta fu una corrispondente assidua e grande amica di Leibniz, che riceveva spesso a Lützow.
Era soprannominata la "Regina-Filosofa".

## Ascendenza

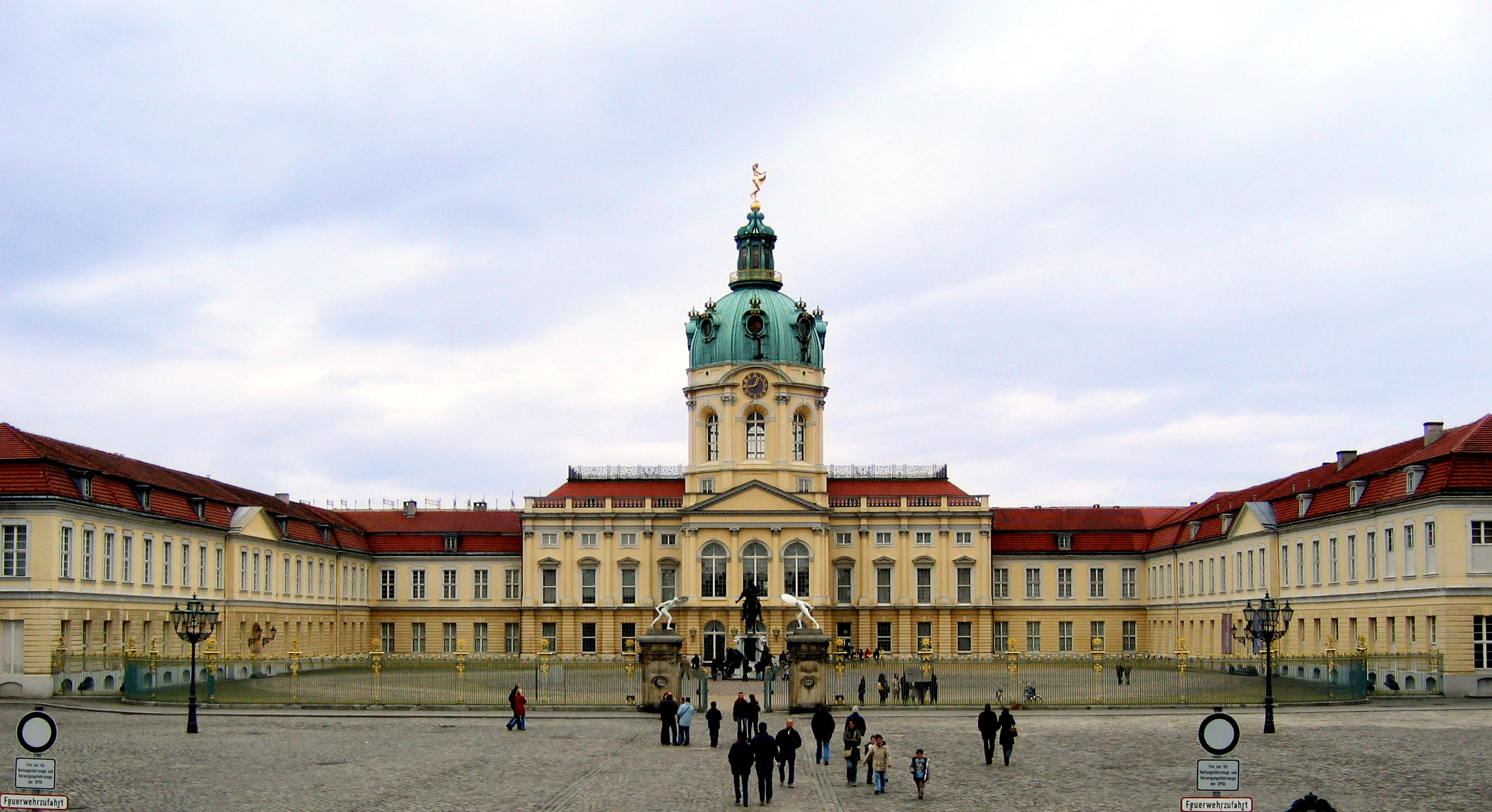
Schloss Charlottenburg.

|                                       |                            |                                | Genitori                        |  |  | Nonni |  |  | Bisnonni                                   |  |  | Trisnonni                       |  |
|                                       |                            |                                |                                 |  |  |       |  |  | Guglielmo il Giovane di Brunswick-Lüneburg |  |  | Ernesto I di Brunswick-Lüneburg |  |
|                                       |                            |                                |                                 |  |  |       |  |  | Guglielmo il Giovane di Brunswick-Lüneburg |  |  | Ernesto I di Brunswick-Lüneburg |  |
|                                       |                            | Sofia di Meclemburgo-Schwerin  |                                 |  |  |       |  |  | Guglielmo il Giovane di Brunswick-Lüneburg |  |  |                                 |  |
| Giorgio di Brunswick-Lüneburg         |                            |                                |                                 |  |  |       |  |  | Guglielmo il Giovane di Brunswick-Lüneburg |  |  |                                 |  |
|                                       |                            | Dorothea di Danimarca          | Cristiano III di Danimarca      |  |  |       |  |  |                                            |  |  |                                 |  |
|                                       |                            | Dorothea di Danimarca          | Cristiano III di Danimarca      |  |  |       |  |  |                                            |  |  |                                 |  |
|                                       |                            | Dorothea di Danimarca          | Dorotea di Sassonia-Lauenburg   |  |  |       |  |  |                                            |  |  |                                 |  |
| Ernesto Augusto di Brunswick-Lüneburg |                            | Dorothea di Danimarca          |                                 |  |  |       |  |  |                                            |  |  |                                 |  |
|                                       |                            | Luigi V d'Assia-Darmstadt      | Giorgio I d'Assia-Darmstadt     |  |  |       |  |  |                                            |  |  |                                 |  |
|                                       |                            | Luigi V d'Assia-Darmstadt      | Giorgio I d'Assia-Darmstadt     |  |  |       |  |  |                                            |  |  |                                 |  |
|                                       |                            | Luigi V d'Assia-Darmstadt      | Maddalena di Lippe              |  |  |       |  |  |                                            |  |  |                                 |  |
| Anna Eleonora di Assia-Darmstadt      |                            | Luigi V d'Assia-Darmstadt      |                                 |  |  |       |  |  |                                            |  |  |                                 |  |
|                                       |                            | Maddalena di Brandeburgo       | Giovanni Giorgio di Brandeburgo |  |  |       |  |  |                                            |  |  |                                 |  |
|                                       |                            | Maddalena di Brandeburgo       | Giovanni Giorgio di Brandeburgo |  |  |       |  |  |                                            |  |  |                                 |  |
|                                       |                            | Maddalena di Brandeburgo       | Elisabetta di Anhalt-Zerbst     |  |  |       |  |  |                                            |  |  |                                 |  |
| Sofia Carlotta di Brunswick-Lüneburg  |                            | Maddalena di Brandeburgo       |                                 |  |  |       |  |  |                                            |  |  |                                 |  |
|                                       | Federico IV del Palatinato | Luigi VI del Palatinato        |                                 |  |  |       |  |  |                                            |  |  |                                 |  |
|                                       | Federico IV del Palatinato | Luigi VI del Palatinato        |                                 |  |  |       |  |  |                                            |  |  |                                 |  |
|                                       | Federico IV del Palatinato | Elisabetta d'Assia             |                                 |  |  |       |  |  |                                            |  |  |                                 |  |
| Federico V del Palatinato             | Federico IV del Palatinato |                                |                                 |  |  |       |  |  |                                            |  |  |                                 |  |
|                                       |                            | Luisa Giuliana d'Orange-Nassau | Guglielmo I d'Orange            |  |  |       |  |  |                                            |  |  |                                 |  |
|                                       |                            | Luisa Giuliana d'Orange-Nassau | Guglielmo I d'Orange            |  |  |       |  |  |                                            |  |  |                                 |  |
|                                       |                            | Luisa Giuliana d'Orange-Nassau | Carlotta di Borbone-Montpensier |  |  |       |  |  |                                            |  |  |                                 |  |
| Sofia del Palatinato                  |                            | Luisa Giuliana d'Orange-Nassau |                                 |  |  |       |  |  |                                            |  |  |                                 |  |
|                                       |                            | Giacomo I d'Inghilterra        | Enrico Stuart, Lord Darnley     |  |  |       |  |  |                                            |  |  |                                 |  |
|                                       |                            | Giacomo I d'Inghilterra        | Enrico Stuart, Lord Darnley     |  |  |       |  |  |                                            |  |  |                                 |  |
|                                       |                            | Giacomo I d'Inghilterra        | Maria Stuart                    |  |  |       |  |  |                                            |  |  |                                 |  |
| Elisabetta Stuart                     |                            | Giacomo I d'Inghilterra        |                                 |  |  |       |  |  |                                            |  |  |                                 |  |
|                                       |                            | Anna di Danimarca              | Federico II di Danimarca        |  |  |       |  |  |                                            |  |  |                                 |  |
|                                       |                            | Anna di Danimarca              | Federico II di Danimarca        |  |  |       |  |  |                                            |  |  |                                 |  |
|                                       |                            | Anna di Danimarca              | Sofia di Meclemburgo-Güstrow    |  |  |       |  |  |                                            |  |  |                                 |  |
|                                       |                            | Anna di Danimarca              |                                 |  |  |       |  |  |                                            |  |  |                                 |  |